# Cristian Brenna
Cristian Brenna, né à Bollate le 22 juillet 1970 et mort le 3 juin 2025, est un grimpeur italien.

## Palmarès

### Coupe du monde
- 2000
  -  Médaille de bronze en difficulté
- 1998
  -  Médaille d'argent en difficulté
- 1996
  -  Médaille de bronze en difficulté

### Championnats d'Europe
- 2000 à Munich,  Allemagne
  -  Médaille d'argent en difficulté
- 1998 à Nuremberg,  Allemagne
  -  Médaille d'argent en difficulté
- 1992 à Francfort,  Allemagne
  -  Médaille d'argent en vitesse